# Giovanni Antonio Boltraffio

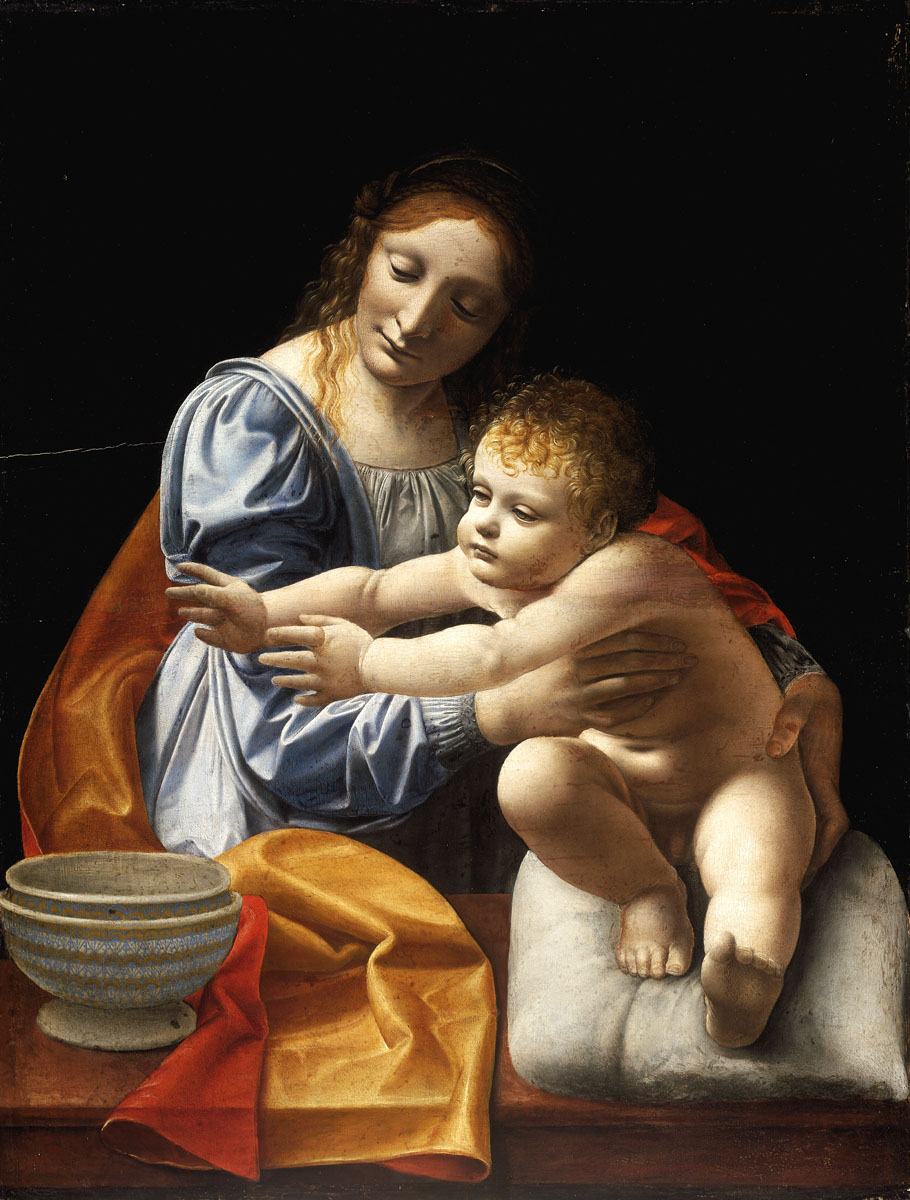

Giovanni Antonio Boltraffio, född 1466 eller 1467, och död 1516, var en italiensk målare.
Boltraffio blev lärjunge Leonardo da Vinci under dennes första vistelse i Milano, under vilken tid han så efterliknade sin mästare, att flera av Botraffios bilder tidigare tillskrivits Leonardo. Så var det till exempel med La belle Ferronière i Louvren. Den 1500 daterade Madonna Casio visar på en självständigare stil, men fortfarande med tydlig influens av mästaren. Förutom hans fåtaliga tavlor finns även ett antal fresker av Boltraffio bevarade.